# Phyllomacromia overlaeti
Phyllomacromia overlaeti är en trollsländeart som först beskrevs av Henri Schouteden 1934.  Phyllomacromia overlaeti ingår i släktet Phyllomacromia och familjen skimmertrollsländor. IUCN kategoriserar arten globalt som livskraftig. Inga underarter finns listade i Catalogue of Life.